# NGC 6739
NGC 6739 este o galaxie situată în constelația Păunul. A fost descoperită în 7 august 1834 de către John Herschel. Se află la o distanță de 38,19 de megaparseci de Pământ.